# Guariento
Guariento di Arpo eller Guariento d'Arpo, vanligen kallad Guariento, född 1310, död 1370, var en italiensk konstnär i Padua. 
Guariento är den förste målaren i Padua som är känd vid namn men i övrigt är inte mycket känt om hans liv. Han brukar räknas till gotiken men hans verk bär också drag från bysantinskt måleri och Giotto. Istället för den idealiserade och statiska verkan som hans samtida föredrog är figurerna i Guarientos konst påtagligt levande och uppvisar olika känslostämningar. Guariento målade främst fresker och altartavlor i Padua men blev 1355, då redan berömd i sin hemstad, inbjuden att måla en stor paradisscen i Venedigs stadshus. Guariento ledde aldrig någon egen verkstad men kan ses som en stamfar till den s.k. "Paduaskolan" som inkluderar konstnärer som  Giusto de'Menabunoi och Altichiero. 

## Några verk
- Paradisfresken, Dogepalatset, Venedig
- Ett antal fresker, Eremitanikyrkan, Padua